# Rubus spina-curva
Rubus spina-curva är en rosväxtart som beskrevs av Boul., Amp; Gillot och Léon Gaston Genevier. Rubus spina-curva ingår i släktet rubusar, och familjen rosväxter. Inga underarter finns listade i Catalogue of Life.